# Kaple svatých Sedmipočetníků a svaté Zdislavy (Vír)
Kaple svatých Sedmipočetníků a svaté Zdislavy ve Víru je římskokatolická kaple zasvěcená sv. Sedmipočetníkům a sv. Zdislavě.

## Historie
Kaple byla vystavěna roku 1998. O rok dříve, dne 27. dubna 1997, požehnal v Praze při své návštěvě papež sv. Jan Pavel II. její základní kámen.

## Vybavení
Kněžiště zdobí obrazy sv. Cyrila, Metoděje a jejich společníků, jejichž autorem je malíř Zdirad Jan Křtitel Čech. Ten je zde také autorem obrazu Ježíše na kříži, u něj stojící Panny Marie Bolestné a malované křížové cesty. Mezi další vybavení liturgického prostoru kaple patří obětní stůl, ambon a svatostánek.

## Exteriér
Kaple stojí asi uprostřed obce v blízkosti řeky Svratky. Naproti vstupu do kaple stojí litinový kříž.